# Zdanów (osada w gminie Obrazów)
Zdanów – osada w Polsce położona w województwie świętokrzyskim, w powiecie sandomierskim, w gminie Obrazów.